# Clyde (Texas)
Clyde es una ciudad ubicada en el condado de Callahan, Texas, Estados Unidos. Según el censo de 2020, tiene una población de 3.811 habitantes.

## Geografía
La ciudad está ubicada en las coordenadas 32°24′20″N 99°30′14″O / 32.40556, -99.50389. Según la Oficina del Censo de los Estados Unidos, Clyde tiene una superficie total de 8.50 km², correspondientes en su totalidad a tierra firme.

## Demografía
Según el censo de 2020, hay 3.811 personas residiendo en Clyde. La densidad de población es de 448,35 hab./km². El 88.4% son blancos, el 0.8% son afroamericanos, el 0.8% son amerindios, el 0.3% son asiáticos, el 2.6% son de otras razas y el 7.1% son de dos o más razas. Además, 2 habitantes se identificaron como isleños del Pacífico. Del total de la población, el 10.6% son hispanos o latinos de cualquier raza.